# Broekvelden, Vettenbroek & Polder Stein
Broekvelden, Vettenbroek & Polder Stein este o arie protejată (sit de importanță comunitară — SCI) din Țările de Jos întinsă pe o suprafață de 519 ha, integral pe uscat.

## Localizare
Centrul sitului Broekvelden, Vettenbroek & Polder Stein este situat la coordonatele 52°02′11″N 4°46′37″E / 52.0363°N 4.777°E.

## Înființare
Situl Broekvelden, Vettenbroek & Polder Stein a fost declarat sit de importanță comunitară în mai 2019 pentru a proteja 3 specii de animale.

## Biodiversitate
Situată în ecoregiunea atlantică, aria protejată conține 2 habitate naturale: Liziere de ierburi înalte hidrofile de câmpie și de nivel montan până la alpin, Fânețe de joasă altitudine (Alopecurus pratensis, Sanguisorba officinalis).
La baza desemnării sitului se află mai multe specii protejate:
- nevertebrate (1): Anisus vorticulus
- pești (2): zvârluga (Cobitis taenia), boarță (Rhodeus amarus)